# Zbiroh
Zbiroh är en stad i Tjeckien.   Den ligger i regionen Plzeň, i den centrala delen av landet, 50 km sydväst om huvudstaden Prag. Zbiroh ligger 430 meter över havet och antalet invånare är 2 625.
Terrängen runt Zbiroh är platt åt sydost, men åt nordväst är den kuperad. Runt Zbiroh är det ganska tätbefolkat, med 104 invånare per kvadratkilometer. Närmaste större samhälle är Rokycany, 18,2 km sydväst om Zbiroh. I omgivningarna runt Zbiroh växer i huvudsak blandskog.